# Let It Be
Let It Be – dwunasty i ostatni album studyjny The Beatles w oficjalnej dyskografii grupy.
Pierwsze sesje nagraniowe miały miejsce w styczniu 1969 roku pod okiem producenta George’a Martina, jednak z powodu niezadowolenia muzyków z materiału prace nad nim zostały odłożone o rok (w tym czasie został wydany album Abbey Road), kiedy to produkcji podjął się Phil Spector.
Pierwotnie album miał być zatytułowany Get Back, a od ostatecznie wydanej wersji miał się nieco różnić wyborem i kolejnością utworów. Zapisu „I Me Mine” dokonano 3–4 stycznia 1970 roku. Było to ostatnie wspólne nagranie zespołu The Beatles, już bez udziału Lennona. Finalna wersja albumu wydana została już po oficjalnym rozpadzie zespołu.
W 2003 roku ukazał się album Let It Be… Naked, będący wersją sprzed modyfikacji wprowadzonych przez Phila Spectora, bliższy wizji Paula McCartneya.
Pod tytułem Let It Be ukazał się także filmowy zapis sesji nagraniowych.
W 2003 album został sklasyfikowany na 86. miejscu listy 500 albumów wszech czasów amerykańskiego magazynu popkulturowego „Rolling Stone”.

## Muzycy
- John Lennon – gitara, śpiew
- Paul McCartney – gitara basowa, fortepian, śpiew
- George Harrison – gitara, śpiew
- Ringo Starr – perkusja, śpiew
- Billy Preston – instrumenty klawiszowe

## Lista utworów

### Strona A
| 1. | „Two of Us” (Lennon/McCartney)                                           | 3:36  |
|    |                                                                          |       |
| 2. | „Dig a Pony” (Lennon/McCartney)                                          | 3:54  |
|    |                                                                          |       |
| 3. | „Across the Universe” (Lennon/McCartney)                                 | 3:48  |
|    |                                                                          |       |
| 4. | „I Me Mine” (Harrison)                                                   | 2:26  |
|    |                                                                          |       |
| 5. | „Dig It” (Lennon-McCartney-Starkey-Harrison)                             | 0:50  |
|    |                                                                          |       |
| 6. | „Let It Be” (Lennon/McCartney)                                           | 4:03  |
|    |                                                                          |       |
| 7. | „Maggie Mae” (utw. tradycyjny, aranż. Lennon-McCartney-Harrison-Starkey) | 0:40  |
|    |                                                                          |       |
|    |                                                                          | 19:17 |
|    |                                                                          |       |

### Strona B
| 1. | „I've Got a Feeling” (Lennon/McCartney)        | 3:37  |
|    |                                                |       |
| 2. | „One After 909” (Lennon/McCartney)             | 2:54  |
|    |                                                |       |
| 3. | „The Long and Winding Road” (Lennon/McCartney) | 3:38  |
|    |                                                |       |
| 4. | „For You Blue” (Harrison)                      | 2:32  |
|    |                                                |       |
| 5. | „Get Back” (Lennon/McCartney)                  | 3:09  |
|    |                                                |       |
|    |                                                | 15:50 |
|    |                                                |       |